# Africa Mercy
De Africa Mercy is het grootste particuliere hospitaalschip ter wereld.
De Africa Mercy is een voormalige treinveerboot en is het nieuwste vlaggenschip van de internationale christelijke ontwikkelingsorganisatie Mercy Ships. Dit is een hulpverlenings- en ontwikkelingsorganisatie met hospitaalschepen. Alle medewerkers aan boord en de meeste medewerkers bij Mercy Ships Holland zijn vrijwilligers. De Africa Mercy is in juni 2007 na een proefvaart naar het West-Afrikaanse land Liberia vertrokken en bleef tot december 2007 in de haven van Monrovia actief. 
De Africa Mercy had een aantal zusterschepen, zoals de Anastasis, en de Caribbean Mercy. Die zijn vanwege de grote kosten in 2007 uit de vaart genomen en vervangen door de Africa Mercy, die dubbel zo veel capaciteit heeft als beide schepen bij elkaar. Jaarlijks worden meer dan 7000 operaties aan boord gedaan. Het schip heeft zes operatiekamers en 450 bemanningsleden. 